# Ascanio Turamini
Ascanio Turamini (Siena, 1586 – 2 settembre 1647) è stato un vescovo cattolico italiano.

## Biografia
Nato a Siena nel 1586, esercitò in quella città la professione di avvocato e fu anche docente di diritto civile presso l'ateneo senese. Tra i frequentatori delle sue lezioni ci fu il futuro cardinale Alessandro Bichi, il quale lo volle con sé a Napoli e lo nominò uditore. Fu canonico della collegiata di Santa Maria in Provenzano di Siena.
Venne nominato vescovo di Grosseto il 2 marzo 1637 e consacrato tredici giorni dopo dal cardinale Francesco Maria Brancaccio e i vescovi Giovanni Battista Altieri e Emilio Bonaventura Altieri. Effettò annualmente la visita pastorale della diocesi. Tra le iniziative, l'ampliamento della chiesa parrocchiale di San Nicola a Roccastrada e il nuovo regolamento per le monache del convento delle Clarisse. Sotto il suo vescovato venne nuovamente consacrato il duomo di Grosseto.
Morì il 2 settembre 1647 e fu succeduto da Giovanni Battista Gori Pannilini.

## Genealogia episcopale
La genealogia episcopale è:
- Cardinale Guillaume d'Estouteville, O.S.B.Clun.
- Papa Sisto IV
- Papa Giulio II
- Cardinale Raffaele Riario
- Papa Leone X
- Papa Clemente VII
- Cardinale Antonio Sanseverino
- Cardinale Giovanni Michele Saraceni
- Papa Pio V
- Cardinale Innico d'Avalos d'Aragona, O.S.Iacobi
- Cardinale Scipione Gonzaga
- Patriarca Fabio Biondi
- Papa Urbano VIII
- Cardinale Cosimo de Torres
- Cardinale Francesco Maria Brancaccio
- Vescovo Ascanio Turamini